# 平田次郎
平田 次郎（ひらた じろう、1933年（昭和8年）8月9日 - 1993年（平成5年）3月15日）は、日本の政治家。香川県宇多津町長（6期）。

## 略歴
香川県立丸亀高等学校、明治大学法学部卒業。1963年（昭和38年）から1970年（昭和45年）まで宇多津町議会議員を2期務め、1970年（昭和45年）から1993年（平成5年）まで宇多津町長を6期務める。1991年（平成3年）から1993年（平成5年）まで香川県町村会会長を務めた。

## 親族
父は第10代（公選3代）宇多津町長 平田三次郎。